# Карпов, Дмитрий Афанасьевич
Дми́трий Афана́сьевич Ка́рпов (1911, Лапино, Калужская губерния — 28 июня 1956) — командир расчёта 45-мм пушки 1028-го стрелкового полка, старший сержант — на момент представления к награждению орденом Славы 1-й степени. Полный кавалер ордена Славы.

## Биография
Родился в 1911 году в деревне Лапино (ныне — Бабынинского района Калужской области). Одним из первых вступил в сельхозартель, затем в колхоз. Окончил курсы пчеловодов, с 1936 года трудился пасечником в колхозе. Член ВКП/КПСС с 1939 года.
В 1939 году был призван в Красную Армию. Участник войны с Финляндией. Воевал на Карельском перешейке, был дважды ранен. В 1940 году, после демобилизации, вернулся на родину. Снова работал в колхозе, был выбран бригадиром.
В июне 1941 года, с началом Великой Отечественной войны, был вновь призван в армию. Был направлен на курсы ветеринарных фельдшеров при 406-м фронтовом ветлазарете. После окончания учёбы был направлен в артиллерийскую часть, уже здесь сменил специальность и стал артиллеристом.
С сентября 1942 года участвовал в боях с захватчиками. Воевал на Сталинградском, Брянском, Западном, Белорусском, 1-м Белорусском фронтах. Был пять раз ранен, но всегда возвращался в строй. К осени 1943 года Карпов сержант был командир расчёта 45-мм пушки 1028-го стрелкового полка 260-й стрелковой дивизии.
15 ноября 1943 года при отражении контратаки противника на северо-западной окраине деревни Старое Село сержант Карпов, командуя расчётом, поразил 4 пулемета, свыше 10 противников. Приказом по частям 260-й стрелковой дивизии от 25 ноября 1943 года сержант Карпов Дмитрий Афанасьевич награждён орденом Славы 3-й степени.
5 июля 1944 года в бою за город Ковель старший сержант Карпов из орудия подавил миномет, 3 пулеметные точки, истребил около 15 солдат, чем содействовал продвижению стрелковых подразделений. Приказом по войскам 47-й армии от 22 августа 1944 года старший сержант Карпов Дмитрий Афанасьевич награждён орденом Славы 2-й степени.
10 февраля 1945 года в бою против группировки противника в городе Шнайдемюль расчёт под командованием старшего сержанта Карпов под сильным артиллерийско-миномётным обстрелом противника обеспечил бесперебойную работу орудия. За день боев расчёт уничтожил 5 огневых точек и около взвода живой силы, чем содействовал успешному продвижению стрелковой роты вперед. Был представлен к награждению орденом Славы 1-й степени.
Но об этой награде старший сержант Карпов не узнал. В марте 1945 года в одном из боев он был тяжело ранен осколком снаряда в голову, это было уже шестое ранение за войну. В результате ранения солдат потерял память, долго лежал в госпиталях.
Указом Президиума Верховного Совета СССР от 31 мая 1945 года за исключительное мужество, отвагу и бесстрашие, проявленные на заключительном этапе Великой Отечественной войны в боях с вражескими захватчиками, старший сержант Карпов Дмитрий Афанасьевич награждён орденом Славы 1-й степени. Стал полным кавалером ордена Славы.
Летом 1945 года был демобилизован. Вернулся на родину. Работал бригадиром в совхозе «Чкаловский» Дзержинского района Калужской области. В декабре 1955 года тяжело заболел, сказались фронтовые ранения. Скончался 28 июня 1956 года.
Только через 20 лет после окончания войны, в 1967 году, землякам стало известно о высокой награде фронтовика.
Награждён орденами Красной Звезды, Славы 3-х степеней, медалями.